# .sg
.sg je internetová národní doména nejvyššího řádu pro Singapur.